# Puerta de San Vicente

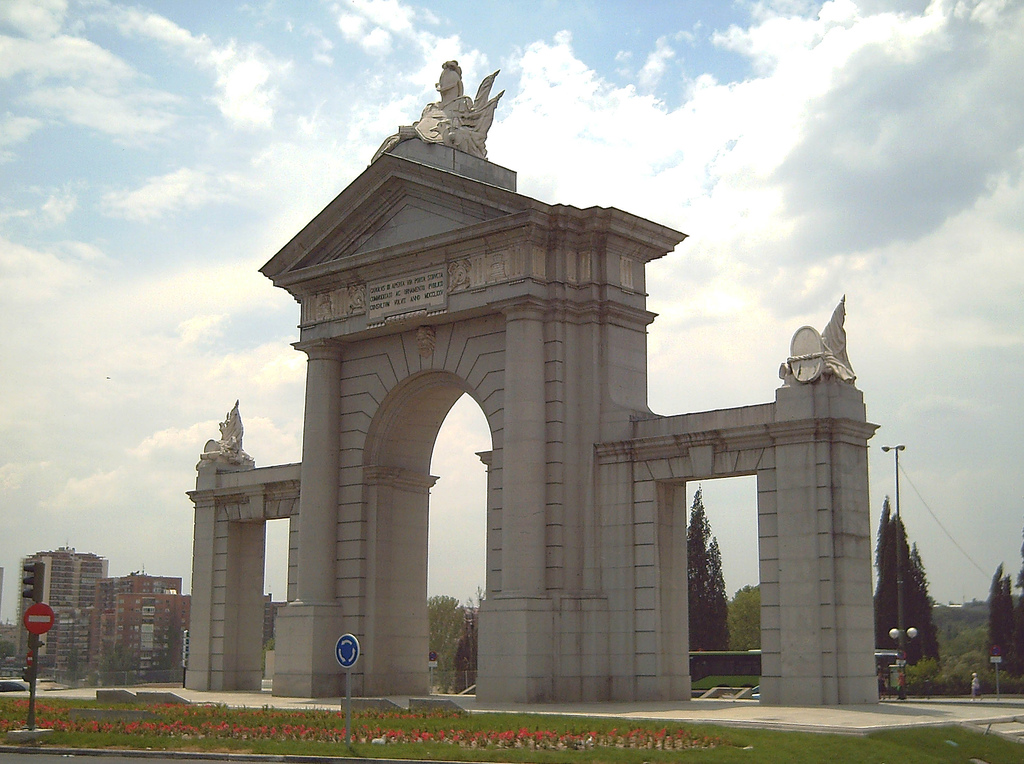
La Puerta de San Vicente en 2007. La original fue desmantelada en 1892. Esta es una copia de 1995.

La Puerta de San Vicente es una puerta monumental situada en la Glorieta de San Vicente en Madrid (España). Ocupa desde 1995 el espacio en el que entre 1775 y 1892 estuvo la puerta original, obra del arquitecto Francesco Sabatini.

## Historia
A lo largo de la historia madrileña han existido varias puertas que han recibido el mismo nombre. En 1726 el marqués de Vadillo, corregidor de la villa, encargó a Pedro de Ribera que construyera una puerta monumental en la cerca de la ciudad, para sustituir una puerta anterior, que se encontraba en estado ruinoso y se denominaba "del Parque". La puerta, que constaba de tres arcos, estaba adornada con una estatua de San Vicente, por lo que recibió dicho nombre, aunque también sería conocida más tarde como puerta de La Florida.
Derribada en 1770, debido a la remodelación de la Cuesta de San Vicente (1767-1777), como parte de la reordenación de los accesos occidentales al Palacio Real y su conexión con el Camino de El Pardo. Poco después, el rey Carlos III le encargó a Francesco Sabatini la construcción de una nueva puerta para sustituir a la anterior como entrada a la ciudad desde el nuevo paseo de La Florida. Las obras terminaron en 1775 y Sabatini colocó junto a ella una fuente ornamental, popularmente denominada Fuente de los Mascarones.
La nueva puerta se encuentra en su localización actual, más cerca del río que la anterior. Constaba de un arco y dos postigos (o portillos) y estaba construida de granito y piedra caliza de Colmenar de Oreja. El arco se encontraba ornamentado con dos columnas dóricas en su parte exterior y dos pilastras, también dóricas, en la interior. Lo coronaba un frontispicio triangular rematado con un trofeo militar. Los postigos laterales estaban coronados también por trofeos militares. Frente a ella estuvieron dos construcciones también desaparecidas: la referida fuente de los Mascarones, entre 1775 y 1871, y el Asilo de Lavanderas impulsado por María Victoria dal Pozzo, desde 1872 a 1938.

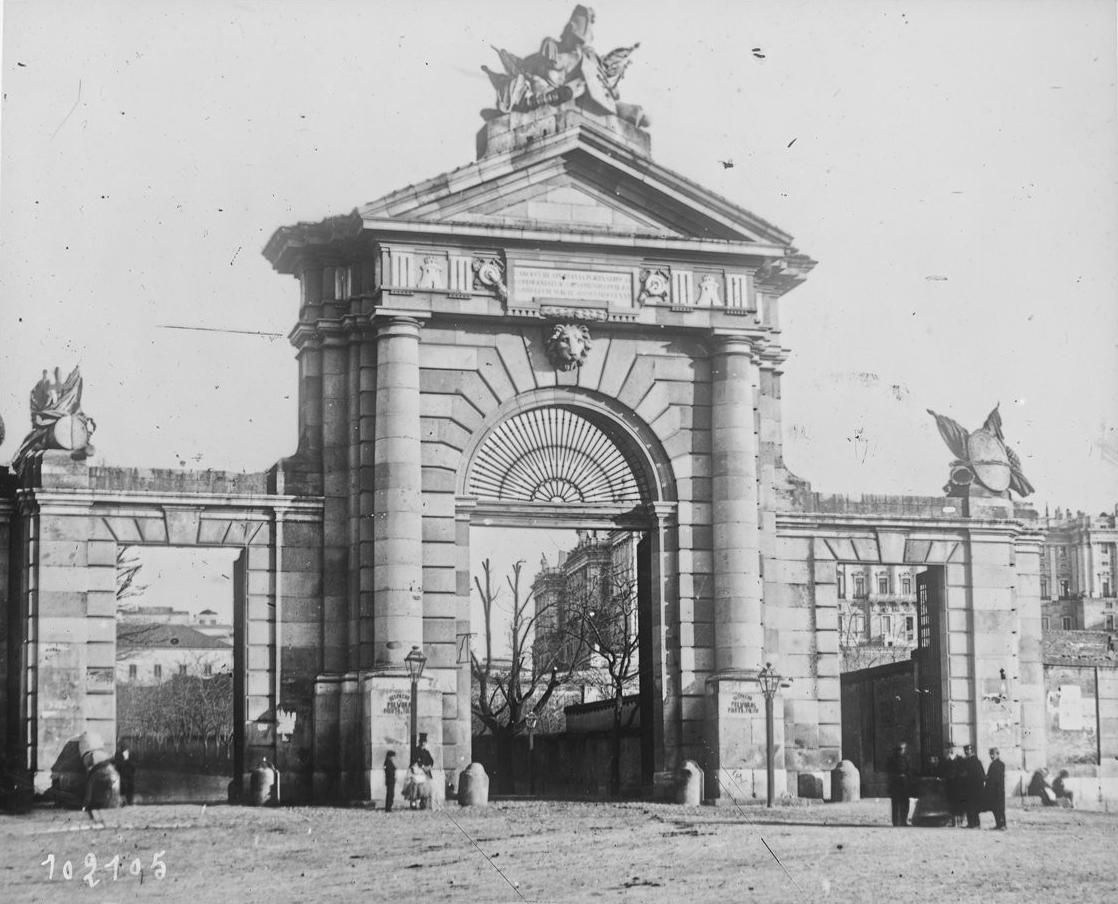
Fotografía de la Agence Rol.

En 1890 la puerta fue desmontada para mejorar el tráfico en la zona (otras fuentes dan la fecha de 1892). Sin embargo, se perdió la pista de sus restos, que permanecen en paradero desconocido (existen teorías que afirman que de su piedra se hicieron adoquines; otras que fueron llevados a los almacenes municipales de la Casa de Campo y que luego, ante el desinterés por ellos, fueron enterrados, pero nunca fueron encontrados a pesar de ser buscados en las décadas finales del siglo xx).

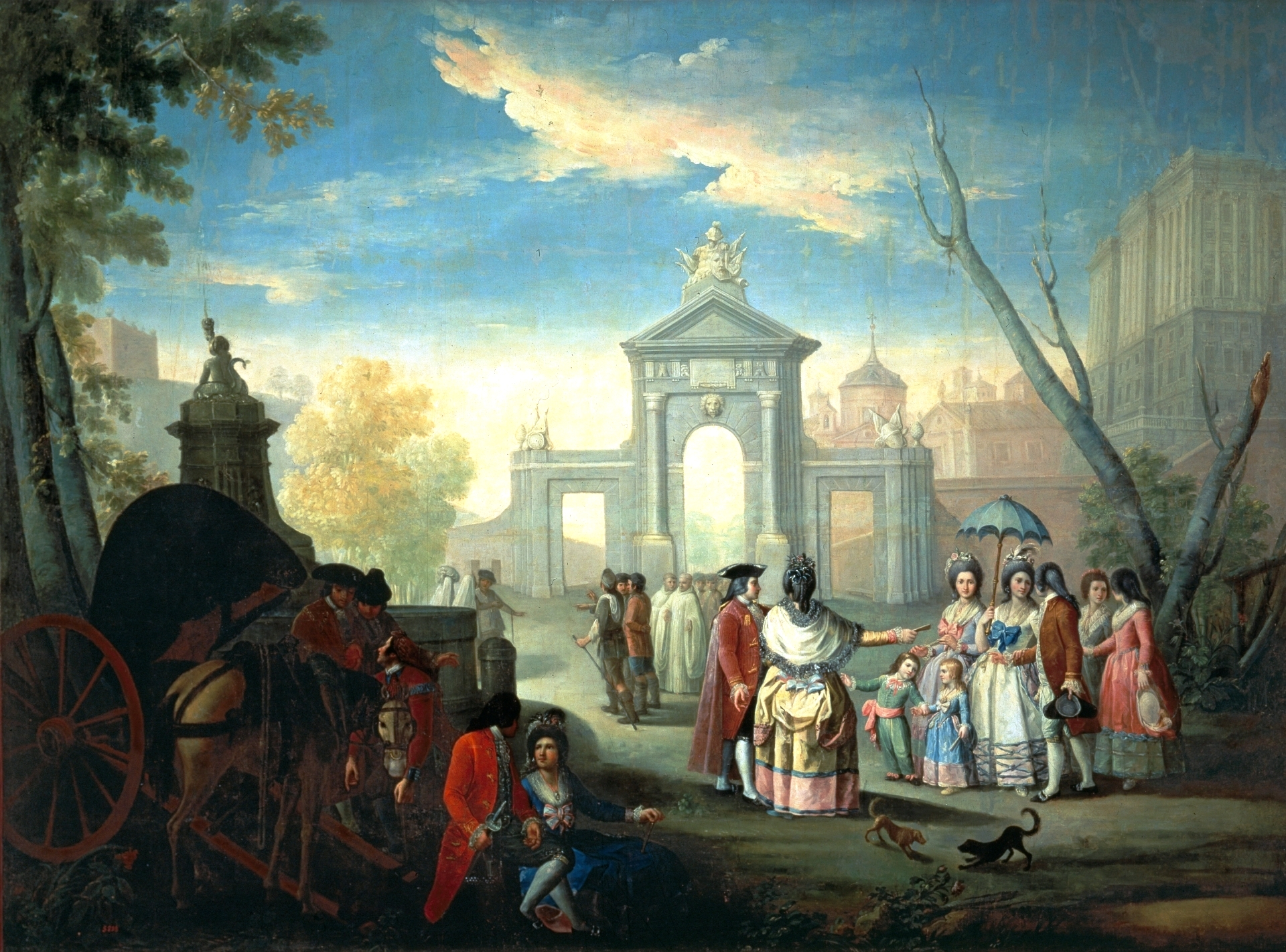
La puerta diseñada por Sabatini en un óleo de Ginés Andrés de Aguirre, hacia 1785.
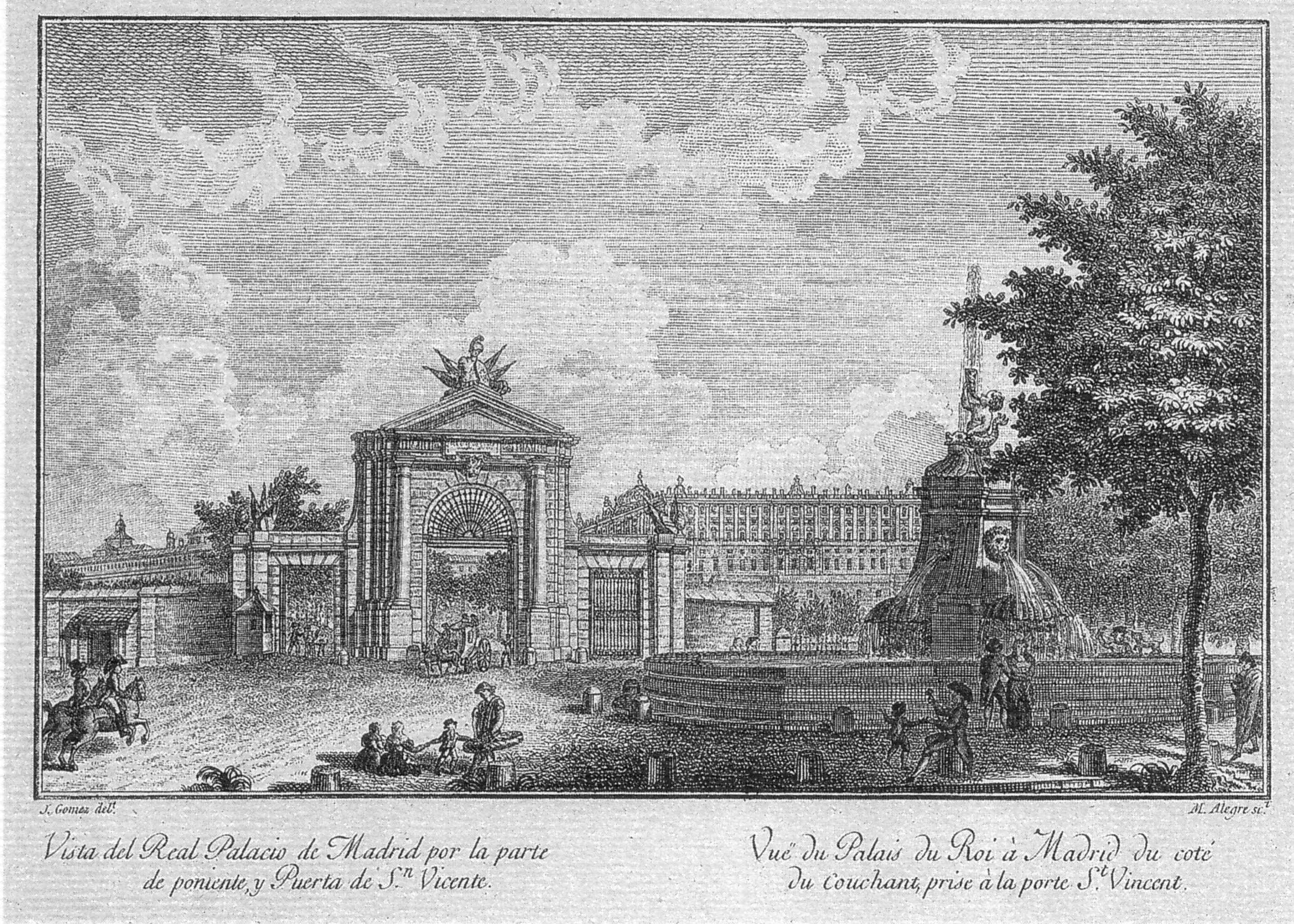
Vista de la Puerta de San Vicente y la Fuente de los Mascarones, hacia 1790; dibujo de José Gómez de Navia, grabado por Manuel Alegre.
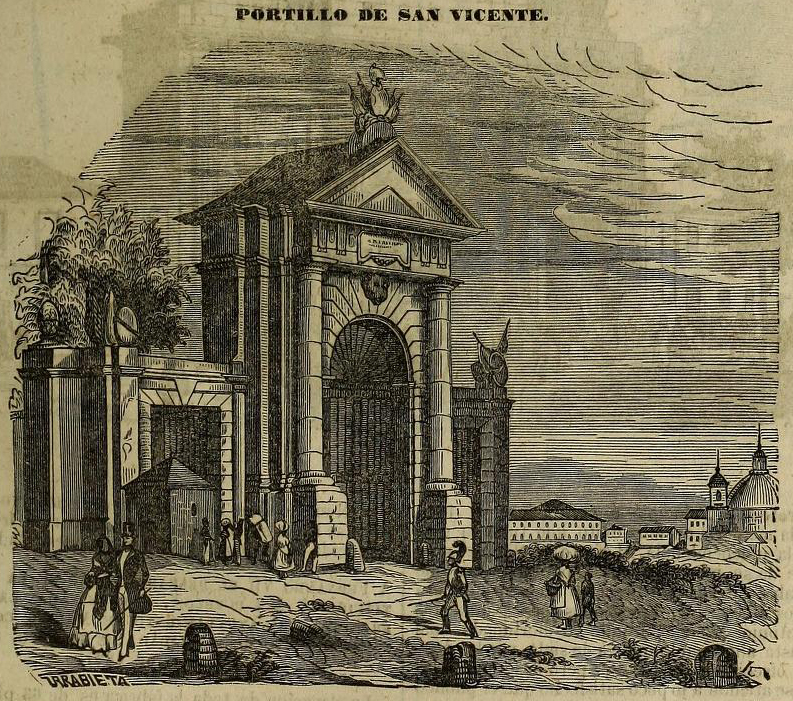
Vista de la puerta en el tomo X del Diccionario de Pascual Madoz, publicado en 1850.

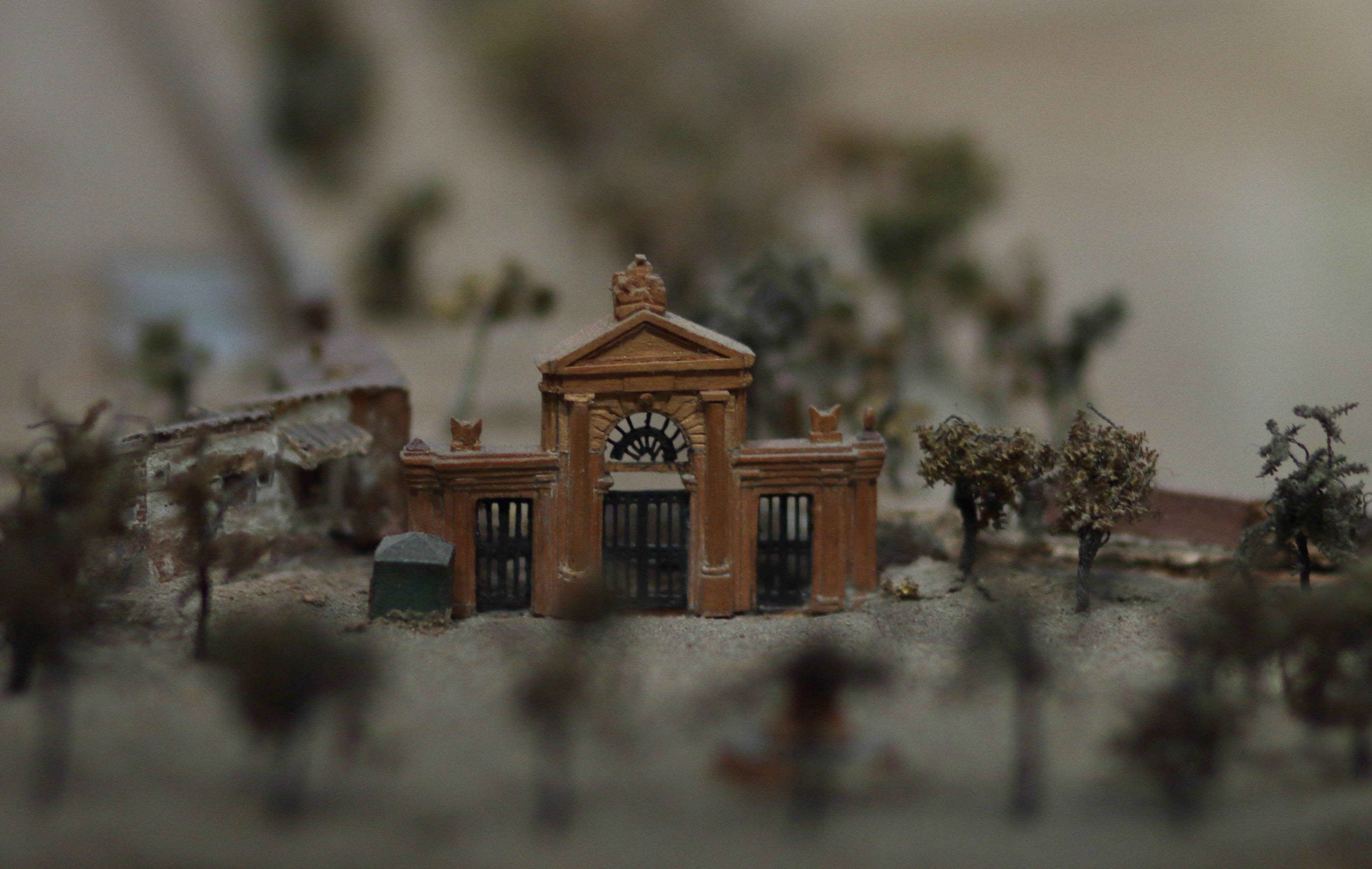
Representación de la Puerta de San Vicente en la Maqueta Histórica de Madrid de 1830 realizada por León Gil de Palacio. Museo de Historia de Madrid.

En la década de 1990 el ayuntamiento de Madrid decidió reponer la puerta en el mismo sitio en el que se encontraba. Para ello, se realizó una réplica bajo la dirección del ingeniero Juan A. de las Heras Azcona, siendo situada en posición inversa a la original, o sea mirando a la ciudad. La nueva puerta de San Vicente desplazó entonces a la fuente de Juan de Villanueva, que se encontraba en dicha ubicación desde 1952, y que fue trasladada al parque del Oeste.
Para la réplica, en hormigón chapado en granito gris y caliza, se aprovecharon las molduras de las cornisas superiores que todavía se conservaban de la original, además de la referencia de los planos originales y una fotografía de 1890 de Laurent. Entre los elementos reproducidos destacan los ornamentos obra de José Luis Parés Parra.